# Campionatul republican de handbal feminin categoria A 1981-1982
Campionatul Republican de handbal feminin categoria A 1981-1982 a fost a 24-a ediție a primului eșalon valoric al campionatului național de handbal feminin românesc, denumit la acea vreme Campionatul Republican categoria A feminin. Competiția a fost organizată de Federația Română de Handbal (FRH).
Ediția 1981-1982 a Campionatului Republican a fost câștigată de Știința Bacău, echipă antrenată de Eugen Bartha și Ion Gherhard. A fost al 3-lea titlu de acest fel al echipei din Bacău.
Constructorul Baia Mare și Universitatea Cluj, clasate pe ultimele două locuri, au retrogradat.

## Clasament
Clasamentul final
| Loc | Echipa                  | J  | V  | E | Î  | GM  | GP  | DG    | P  | Promovare sau retrogradare  |
| --- | ----------------------- | -- | -- | - | -- | --- | --- | ----- | -- | --------------------------- |
| 1   | CS Știința Bacău        | 22 | 16 | 1 | 5  | 516 | 422 | + 94  | 55 |                             |
| 2   | Progresul București     | 22 | 12 | 5 | 5  | 425 | 394 | + 31  | 51 |                             |
| 3   | Universitatea Timișoara | 22 | 13 | 0 | 9  | 461 | 455 | + 6   | 48 |                             |
| 4   | Confecția București     | 22 | 12 | 2 | 8  | 485 | 470 | + 15  | 48 |                             |
| 5   | TEROM Iași              | 22 | 12 | 0 | 10 | 494 | 444 | + 50  | 46 |                             |
| 6   | Rulmentul Brașov        | 22 | 10 | 4 | 8  | 449 | 425 | + 24  | 46 |                             |
| 7   | Mureșul Târgu Mureș     | 22 | 10 | 2 | 10 | 492 | 474 | + 18  | 44 |                             |
| 8   | CSM Sibiu               | 22 | 10 | 1 | 11 | 448 | 469 | − 21  | 43 |                             |
| 9   | Hidrotehnica Constanța  | 22 | 8  | 2 | 12 | 452 | 474 | − 22  | 40 |                             |
| 10  | Textila Buhuși          | 22 | 7  | 4 | 11 | 442 | 483 | − 41  | 40 |                             |
| ▼11 | Constructorul Baia Mare | 22 | 6  | 4 | 12 | 431 | 477 | − 46  | 38 | Retrogradate în Categoria B |
| ▼12 | Universitatea Cluj      | 22 | 3  | 1 | 18 | 447 | 555 | − 108 | 29 | Retrogradate în Categoria B |